# キルワ島 (タンザニア)
キルワ島（スワヒリ語: Kilwa Kisiwani）は、インド洋上に浮かぶタンザニアの島。リンディ州キルワ県に属する。面積は約14km2、1988年当時の人口は約2,000人。キルワ・キヴィンジェの南29kmに位置し、対岸のキルワ・マソコの町とは4km離れている。
島に存在する遺跡はソンゴ・ムナラ島のソンゴ・ムナラ遺跡と共に「キルワ・キシワニとソンゴ・ムナラの遺跡群（Ruins of Kilwa Kisiwani and Ruins of Songo Mnara）」としてユネスコの世界遺産に登録されている。

## 地理
キルワ島はマブジ川、ムセケラ川、ゴンゴ川が流れ込む河口域に位置し、島と河川の間にはマングローブ林が繁る内海、外海側にはサンゴ礁が広がる。インド洋モンスーン圏の最南端に位置し、半島に囲まれた島の入り江は帆船の寄航に適した場所であるため、キルワ島を本拠地とする都市国家の出現と繁栄に大きな役割を果たした。雨水と河川の淡水が流入する内海は海水の塩分濃度が薄い汽水域であり、河川から流出した土砂が堆積するため水深は浅い。海面に落ちたマングローブの葉は分解されて養分となり、住処、餌、日陰などを求めて水族が集まる内海は格好の漁場となっている。内海では小中型の魚などが獲れるほか、海底にはナマコや二枚貝、マングローブ林内を流れる河川には小エビ、マングローブ林の泥土の下にはノコギリガザミが住む。
島はサバナ気候に属し、大小の乾季と雨季が訪れる。島の住民は農耕によって家庭で消費する食料を栽培し、漁業によって収入を得る半漁半農の生活を営んでいる。年間降水量の平均は約1,000mmで、3月から5月にかけて大雨季と11月から1月にかけての小雨季を利用した天水農耕が行われている。島の畑ではトウモロコシ、ソルガム、陸稲といった主食、キャッサバ、オクラ、ラッカセイ、トウガン、ゴマ、カシューナッツなどの作物が栽培されている。
島の北東部に存在する村落は、かつて存在したキルワ王国の跡地に形成されたものである。村落にはサンゴの岩を積み上げたヤシの葉葺きの小さな家屋が点在し、電気や上下水道といったインフラストラクチャーの整備は進んでいない。
2004年にキルワ島は近辺のルフィジ川デルタとマフィア島と共にラムサール条約登録地となり、2023年に一帯はユネスコの生物圏保護区に指定された。

## 歴史

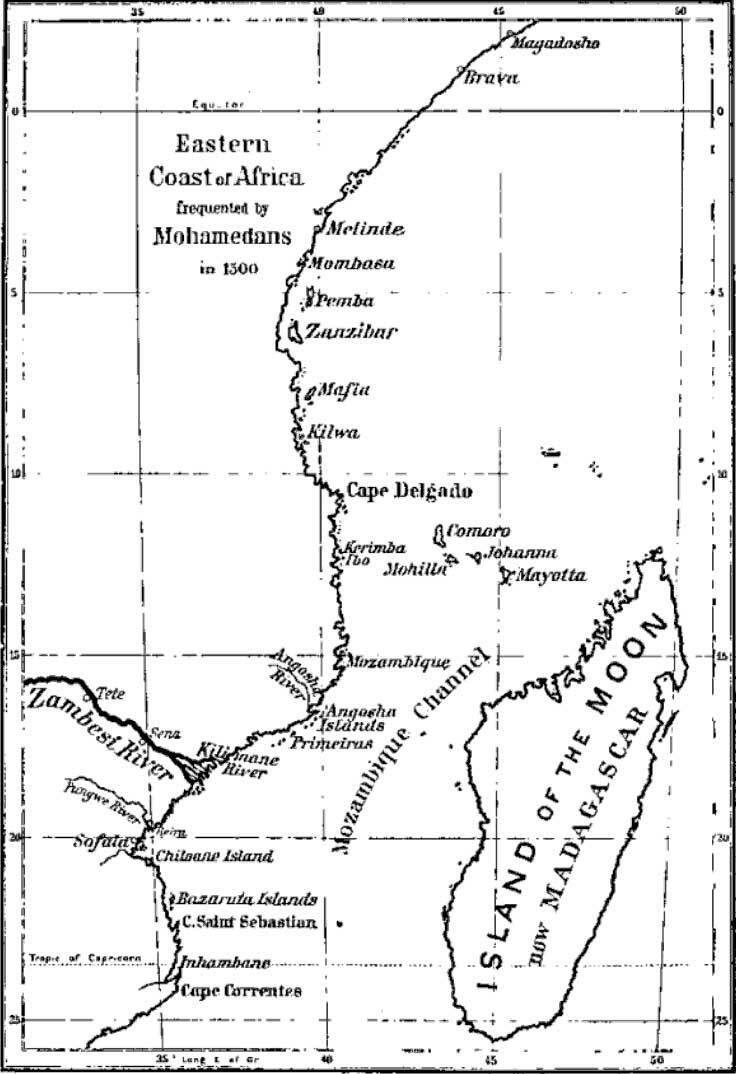
1500年の東アフリカの主要都市

7-8世紀から15世紀にかけて、キルワ島はモノモタパ王国に輸出する金の出荷地であるソファラを支配下に置き、インド洋交易の拠点として繁栄していた。
10世紀から12世紀の間にイランのシーラーズからキルワ島に移住した人間が島を貿易の基地に定め、彼らによってキルワ王国が創始された伝説が残る。975年頃にペルシア人によってキルワ島に町が建てられ、アラブ、ペルシア系の移民とバントゥー系民族の交流と混血によってキルワ島にスワヒリ文化が育まれていった。
13世紀から15世紀にかけてキルワ島は最盛期を迎える。地理学者ヤークートの地名辞典では「キルワ（Kilwa）」の名前で記され、旅行家イブン・バットゥータの『三大陸周遊記』には「クルワー（Kulwā）」という名の黄金の貿易によって栄えた島として記されている。イブン・バットゥータは1331年頃にキルワ島を訪れ、キルワの町並みを最も美しい町のひとつに挙げている。イブン・バットゥータが訪問した当時のキルワはアフリカ大陸部の内陸部に攻撃を行い、金、象牙を獲得していた。
16世紀にアフリカ沿岸部がポルトガルの支配下に置かれると、キルワ島とアラブ、インドの交流は制約を受け、島の繁栄に陰りが見え始める。1505年にポルトガルのフランシスコ・デ・アルメイダによってキルワ島は一時的に占領され、アルメイダは島を「キロワ」と名づけた。1587年にバントゥー系民族のジンバの攻撃によって王国は滅亡し、島はポルトガルの植民地とされた。17世紀にオマーン王国によってスワヒリ海岸からポルトガル勢力が駆逐され、キルワ島にはオマーンの軍事基地が建設される。
18世紀から19世紀前半にかけて、キルワ島はフランスの奴隷貿易の拠点として往時の繁栄を取り戻した。奴隷のほか象牙交易の一大拠点にもなっていたが、奴隷貿易が衰退すると島民は島の北部や内陸部に移住した。19世紀前半に交易の取引の場所は対岸のキルワ・キヴィンジェに移され、移住者によってキルワ・マソコの町が建設された。
1823年にイギリスの軍艦バラクーダ号が海図の作成のためにキルワ島に停泊した際、艦船に乗り込んでいた海軍士官たちは島の漁村の近くにある都市の廃墟を発見する。1960年代から大規模な考古学的調査が実施され、アラブ世界やローマ帝国の貨幣、ガラス器、中国産の陶器などが出土している。